# Gorō Naya
Gorō Naya (Hakodate, 17 novembre 1929 – Chiba, 5 marzo 2013) è stato un doppiatore e attore giapponese.

## Biografia
Gorō Naya (in giapponese: 納谷悟朗, Naya Gorō) è celebre soprattutto per aver doppiato l'ispettore Koichi Zenigata nelle serie televisive dedicate al ladro Lupin III, nonché nei lungometraggi, OAV e speciali tv, dal 1979 al 1985 e dal 1989 al 2010.
Naya ha doppiato anche Goemon Ishikawa nella versione CinemaScope del Pilot Film.
Negli ultimi anni ha lottato contro il cancro alla gola, e la sua voce è cambiata. Questo ha portato anche a ridurre leggermente il doppiaggio di Zenigata negli ultimi anime, finché dopo lo special del 2010 Lupin III - L'ultimo colpo, decide di ritirarsi, insieme ad altri due colleghi, e viene sostituito da Kōichi Yamadera. Altri personaggi doppiati sono Juzo Okita in Space Battleship Yamato e Il Grande Capo di Shocker in Kamen Rider.
Inoltre ha doppiato alcuni grandi divi americani tra cui Charlton Heston, John Wayne e Clark Gable.
L'attore, da tempo malato, è scomparso a 83 anni il 5 marzo 2013.
Era il fratello del doppiatore Rokurō Naya.

## Filmografia

### Anime
- Capitano Juzo Okita in Star Blazers
- Leonard Dawson in Golgo 13
- Merkatz in Legend of the Galactic Heroes
- Koichi Zenigata in Lupin III
- Lord Yupa in Nausicaä della Valle del vento
- "Bosun" Kuramoto in Odin: Kōshi hansen Starlight
- Crocus in One Piece
- Hyakkimaru in Dororo to Hyakkimaru (old version)

### Live action
- Grande Capo di Shocker in Kamen Rider
- Ultraman Ace in Ultraman Ace
- Alien Emerald in Jumborg Ace

### Film
- Charlton Heston in Il più grande spettacolo del mondo, I dieci comandamenti, Il grande paese, Ben-Hur, 55 giorni a Pechino, La più grande storia mai raccontata, Il pianeta delle scimmie, L'altra faccia del pianeta delle scimmie, 1975: Occhi bianchi sul pianeta Terra, 2022: i sopravvissuti, I tre moschettieri,  Milady - I quattro moschettieri,   Terremoto,  Airport '75, Panico nello stadio, La battaglia di Midway, Salvate il Gray Lady, Solar Crisis, True Lies, Il seme della follia, Ogni maledetta domenica, Amori in città... e tradimenti in campagna, Bowling a Columbine
- John Wayne
- Obi-Wan Kenobi in Star Wars episodi 4-6
- Skeksis, SkekSo e SkekOk in The Dark Crystal